# روابط خارجی ژاپن
روابط خارجی ژاپن توسط وزارت امور خارجه ژاپن اداره می‌گردد. روابط بین‌الملل ژاپن از سال ۱۹۴۵ شروع شد وقتی که در جنگ شکست خورده بود و تمام اراضی تحت اشغال و متعلقاتش از دستش خارج شده بود. به تاریخ روابط خارجی ژاپن نگاهی می‌اندازیم: ایالات متحده آمریکا با حمایت قدرت‌های متحد، ژاپن را در سالهای ۱۹۴۵ الی ۱۹۵۱ اشغال کرد. از زمان بدست آوردن دوباره استقلال در قرارداد سان‌فرانسیسکو، سیاست دیپلماتیک ژاپن مبتنی بر همکاری نزدیک با ایالات متحده آمریکا و تأکید بر همکاری‌های بین‌المللی براساس قواعد سازمان ملل متحد می‌باشد. ژاپن در دوره جنگ سرد، در مقابله با اتحاد جماهیر شوروی سوسیالیستی در آسیای شرقی نقش اساسی داشت. این کشور در تحولات سریع اقتصادی در دهه ۱۹۶۰ و ۱۹۷۰، تأثیرات خود را بیشتر کرد و به عنوان یکی از قدرتمندترین کشورهای جهان شناخته شد گرچه این تأثیرات در مقابل دو کشور خاص یعنی چین و کره جنوبی منفی می‌باشد.
در طول جنگ سرد، سیاست خارجی ژاپن نه تنها خودخواهانه نبود بلکه بر رشد اقتصادی کشور متمرکز بود. با این حال، در پایان جنگ سرد و درس‌های تلخ از جنگ خلیج فارس ژاپن به آرامی این سیاست را تغییر داد و تصمیم گرفت تا با سازمان ملل متحد در عملیات حفظ صلح همکاری نماید و نیروهای خود را در دهه‌های ۱۹۹۰ و ۲۰۰۰ به کامبوج، موزامبیک، بلندی‌های جولان و تیمور شرقی فرستاد.
پس از حملات ۱۱ سپتامبر در سال ۲۰۰۱، کشتی‌های دریایی ژاپن به اقیانوس هند فرستاده شدند و نیروهای دفاعی زمینی خود را نیز به جنوب عراق برای بازسازی زیرساخت‌های اولیه ارسال نمود.
ژاپن علاوه بر همسایگان نزدیک خود، در سالهای اخیر سیاست خارجی فعال‌تری را دنبال کرده‌است. نخست‌وزیر ژاپن یاسوئو فوکودا در یک سخنرانی به تغییر جهت در سیاست اشاره کرد: «ژاپن قصد دارد که به توسعه منابع انسانی و همچنین تلاش‌های پژوهشی و فکری برای ادامه همکاری در زمینه صلح ادامه دهد.» این به دنبال موفقیت نسبتاً خوب طرح صلح ژاپن است که پایه و اساس انتخابات سراسری کشور در سال ۱۹۹۸ بود.